# For tiden
For tiden er en dansk dokumentarfilm fra 1987 instrueret af Judy Hermansen og Kirsten Graver.

## Handling
Filmens seere er betragtere, der kommer fra et vestligt, industrialiseret samfund til en fjerntliggende græsk ø. I beskrivelsen af samfundet der mødes to tidsrytmer, i filmen repræsenteret ved to arbejdsprocesser. Udelukker de hinanden? Eller kan de kombineres?